# Asaphus
Asaphus är ett trilobitsläkte som förekommer över hela jorden under ordovicium, i Skandinavien särskilt i ortocerkalkstenen.
Asaphus har ett glatt, hoprullbart skal med åtta leder i kroppen och huvud och stjärt i lika stora, halvcirkelformade segment.